# Доброхотная копейка
«Доброхотная копейка» (полное наименование — Тверское благотворительное общество «Доброхотная копейка») - благотворительная организация, осуществлявшая помощь бедным жителям и сиротам. Общество существовало в период с 1862 по 1917 год и располагалось в г. Твери.
Девиз общества: «Люди приходят и уходят, но содеянное ими остается. Торопитесь делать добро».

## История
Тверское благотворительное общество «Доброхотная копейка» основано 11 декабря 1862 года по инициативе писательницы Авдотьи Павловны Глинки. Слово «доброхот» в русском языке означает «доброжелатель», «доброхотный» — «добровольный». В марте состоялось первое заседание благотворительного общества «Доброхотная копейка». Был принят его устав и объявлено о начале его работы. После смерти А. П. Глинки в июле 1863 года общество возглавил ее муж — поэт, декабрист, герой Отечественной войны 1812 года Федор Николаевич Глинка. В этом обществе в ту пору было 120 человек.
Главной целью было оказывать помощь беднейшим жителям Твери, «которые стыдятся или по каким-либо причинам не могут просить милостыни», а также тем, кто «впал в бедность» из-за болезни, пожара или других несчастий и не могут одолеть свою бедность без помощи извне. Одним из первых взносов в это общество была тысяча рублей, которую пожертвовал Федор Николаевич Глинка. На проценты от этих денег воспитывались сироты женской гимназии.
Средства общества складывались из членских взносов, добровольных пожертвований, сборов от благотворительных вечеров. Сумма держалась в тайне, а сами пожертвования, согласно уставу общества, опускались в закрытую кружку. Велся строгий учет доходов и расходов собранных средств. Решения принимались коллективно. Ни одна копейка не могла быть потрачена без ведома Совета. Строго контролировалось адресное, целевое выделение и расходование пожертвований. Раз в месяц проводились открытые заседания общества, на которых распределялись собранные средства.
Тверь стала известна на всю Россию как первый губернский город, в котором появилось свое благотворительное общество — «Доброхотная копейка» и послужила хорошим примером в данном благом начинании.
За время существования обществом были открыты столовая-чайная для бедных, начальное народное училище, ремесленное училище, низшее техническое училище, сиротский приют для девочек, ночлежный приют, Дом трудолюбия с детским отделением, контора по приисканию занятий, убежище для бедных и престарелых имени Головкина-Кобылина, пожертвовавшего свой дом для предоставления бесплатных квартир бедным жителям Твери. Общество выдавало ежемесячные и единовременные пособия бедным жителям Твери. Сироты, многодетные матери, не имеющие другой поддержки, больные и престарелые пользовались первостепенным вниманием со стороны общества. Его члены также обращали внимание на трудоустройство бедных людей с учетом их навыков и состояния здоровья. Общество имело в своем активе группу врачей и медработников, которые оказывали безвозмездную помощь больным.
В 1871 году общество «Доброхотная копейка» оказало существенную помощь жителям Заволжья, которое пострадало от пожара.
Деятельностью общества управляли видные жители Тверской губернии, обладавшие высоким авторитетом, уважением и безупречной репутацией.
В разное время почетными членами общества были великая княгиня Ольга Александровна, принц Ольденбургский, архиепископ Тверской и Кашинский Савва, купцы Абрам и Иван Морозовы, Гаврила Аваев и другие.
Последние 10 лет перед революцией общество возглавляла Софья Бюнтинг, супруга тверского губернатора. В годы Первой мировой войны, когда в Твери широко развернулась благотворительная помощь беженцам, пострадавшим от военных действий, Софья Михайловна объявила об организации трудовой помощи для них. В принадлежащем обществу Доме трудолюбия было выделено помещение для механических мастерских, где могли работать и получать достойный заработок 160 беженок. Их дети принимались бесплатно в ясли.
Общество просуществовало до революции 1917 года. В Тверском областном архиве сохранились материалы о деятельности «Доброхотной копейки» с подробными отчетами о доходах и расходах.